# Johann Tongers
Johann Heinrich Tongers (* 6. September 1881 auf Langeoog; † 26. April 1969 ebenda) war ein deutscher Pastor sowie Heimatforscher und Autor.

## Leben
Johann Tongers war als Pastor unter anderem in Südafrika und in Ostfriesland tätig, wo er von 1920 bis 1927 an der St.-Magnus-Kirche in Esens die 2. Pfarrstelle innehatte. Außerdem war er Pastor auf der ostfriesischen Nordseeinsel Baltrum und gehörte dort nach 1930 der so genannten Badekommission an, welche die Angelegenheiten der Badeverwaltung des „Seebads Baltrum“ regelte.

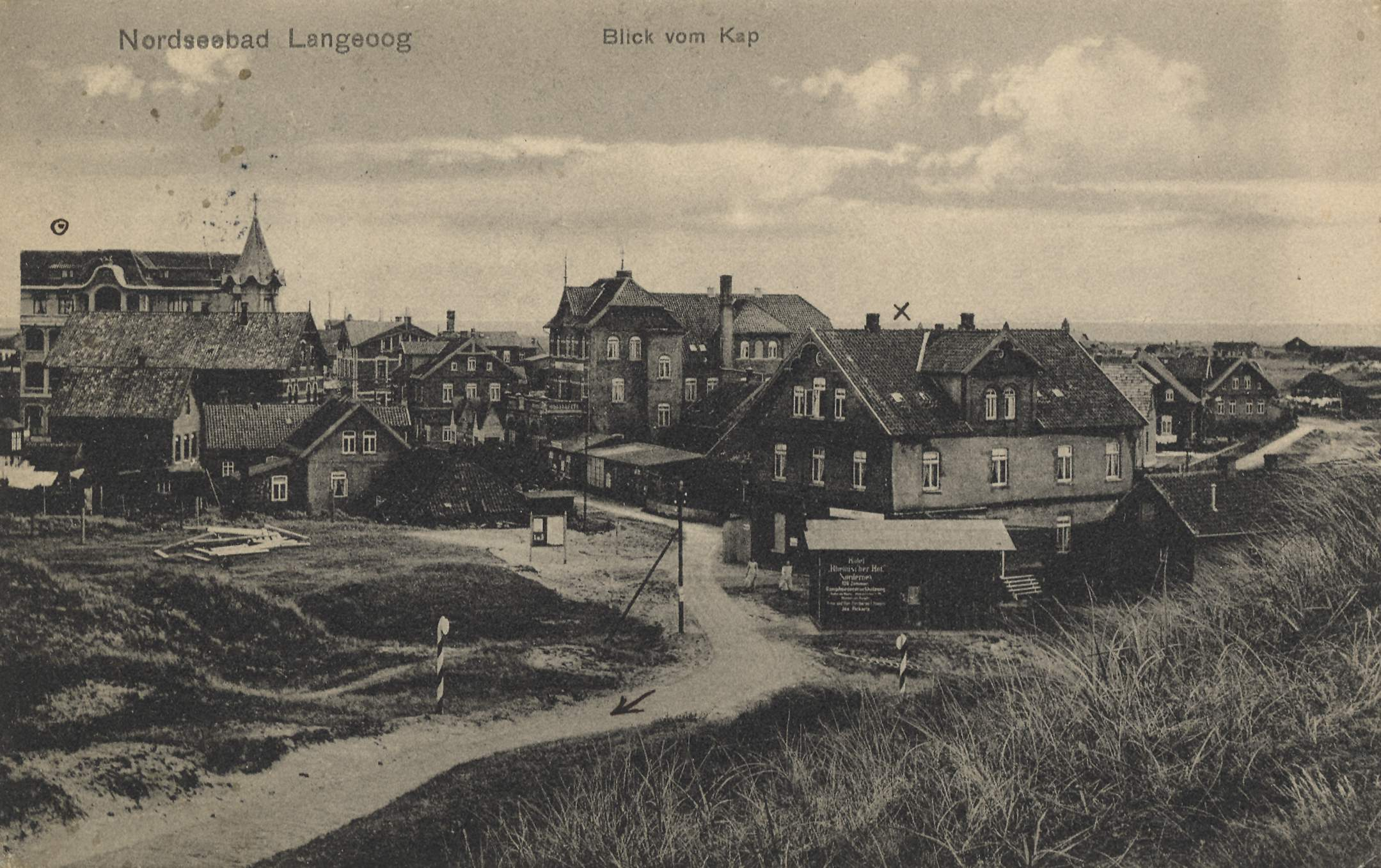
Johann Tongers befasste sich als Heimatforscher vor allem mit der Inselgeschichte von Langeoog und dessen Entwicklung als „Nordseebad“ (historische Ansichtspostkarte, ca. 1909).

Im Ruhestand lebte er wieder am Ort seiner Herkunft, der ostfriesischen Nordseeinsel Langeoog, und betätigte sich als Heimatforscher und Volkskundler. Er verfasste über die Geschichte, Besonderheiten und Sehenswürdigkeiten der Insel Langeoog mehrere Schriften, die als frühe „Insel- und Reiseführer“ sämtlich mehrere Auflagen erfuhren, und veröffentlichte außerdem volkskundliche Beiträge über die Region in der von der Niedersächsischen Landesstelle für Volkskunde an der Universität Göttingen herausgegebenen Fachzeitschrift Schriften zur Niederdeutschen Volkskunde.
1961 erschien sein Buch Unser Langeoog wie es wurde.
Seine Schriften zur Inselgeschichte von Langeoog wurden und werden bis heute vielfach als Quellen verwendet und zitiert.
Tongers engagierte sich unter anderem im lokalen Heimatverein Langeoog e. V., dessen Vorsitzender er ab 1954 war. Sein Sohn Habbo Tongers hatte später ebenfalls den Vereinsvorsitz inne und sein Enkel Hendrik Tongers war 1990 bis 2011 amtierender Vorsitzender des Langeooger Heimatvereins.

## Ehrungen
Zum Gedenken an Johann Tongers wurde eine Straße im südlichen Ortsbereich der Gemeinde Langeoog Johann-Tongers-Pad genannt.

## Schriften
- Tagebucheintrag vom 17. August 1939. In: Hans-Jürgen Jürgens: Zeugnisse aus unheilvoller Zeit. ein Kriegstagebuch über die Ereignisse 1939–1945 im Bereich Wangerooge-Spiekeroog-Langeoog sowie die Lage im Reich und an den Fronten. 6. Auflage. Mettcker, Jever 2003, ISBN 3-87542-044-6, S. 44 (online bei Google Bücher).
- Unser Langeoog, wie es wurde. 3. Auflage. Ostendorp-Verlag, Rhauderfehn 1975, ISBN 3-921516-12-9.
- Unser Langeoog. Kleiner Langeoogführer. 2. Auflage. H. & J. Altmeppen, Rheine in Westfalen 1962.
- Unser Langeoog, wie es wurde. 2., erweiterte und verbesserte Auflage. Selbstverlag, Langeoog 1962.
- Unser Langeoog. Inselwerden. Mettcker, Wittmund 1951 (Unser Langeoog, Bd. 1).
- Heimat den Heimatlosen! In: Ostfriesland. 1948, S. 12.